# Halve marathon van Egmond 1996
De halve marathon van Egmond 1996 vond plaats op zondag 14 januari 1995. Het was de 24e editie van deze halve marathon. De organisatie was in handen van Le Champion. De wedstrijd werd gelopen onder prachtige weersomstandigheden, maar het strand daarentegen was zacht. In totaal schreven 6950 atleten zich in voor de wedstrijd, 800 minder dan in het recordjaar 1991. 
De wedstrijd bij de mannen kende een spannende ontknoping, die in het voordeel werd beslist van de Keniaan Elijah Lagat. Met zijn winnende 1:03.09 bleef hij de Belg Vincent Rousseau twee seconden voor, die op zijn beurt weer een seconde sneller was dan de Ethiopiër Tadesse Woldemeskel. Met een tijd van 1:15.19 boekte de Keniaanse Tegla Loroupe haar vierde overwinning op rij.

## Uitslagen

### Mannen
| pos. | atleet               | land      | tijd    |
| ---- | -------------------- | --------- | ------- |
| 1    | Elijah Lagat         | Kenia     | 1:03.09 |
| 2    | Vincent Rousseau     | België    | 1:03.11 |
| 3    | Tadesse Woldemeskel  | Ethiopië  | 1:03.12 |
| 4    | Aiduna Aitnafa       | Ethiopië  | 1:03.20 |
| 5    | Luc Krotwaar         | Nederland | 1:03.58 |
| 6    | Charles Omwoyo       | Kenia     | 1:04.09 |
| 7    | Tekeye Gebrselassie  | Ethiopië  | 1:04.13 |
| 8    | Getaneh Tessema      | Ethiopië  | 1:04.27 |
| 9    | Mohamed Baket        | Panama    | 1:05.27 |
| 10   | Marco Gielen         | Nederland | 1:05.27 |
| 11   | Peter van der Velden | Nederland | 1:05.41 |
| 12   | Aart Stigter         | Nederland | 1:05.44 |
| 13   | Bert van Vlaanderen  | Nederland | 1:05.46 |
| 14   | Marti ten Kate       | Nederland | 1:06.15 |
| 15   | Ronald Schut         | Nederland | 1:06.28 |

### Vrouwen
| pos. | atlete            | land      | tijd    |
| ---- | ----------------- | --------- | ------- |
| 1    | Tegla Loroupe     | Kenia     | 1:15.19 |
| 2    | Simona Staicu     | Roemenië  | 1:16.18 |
| 3    | Linda Milo        | België    | 1:17.04 |
| 4    | Kristijna Loonen  | Nederland | 1:18.15 |
| 5    | Daisy Hombergen   | Nederland | 1:18.46 |
| 6    | Erica van de Bilt | Nederland | 1:21.24 |
| 7    | Bianca Paus       | Nederland | 1:22.54 |
| 8    | Agnes Hijman      | Nederland | 1:24.20 |
| 9    | Birgit Lennartz   | Duitsland | 1:24.50 |
| 10   | Lydia Klessens    | Frankrijk | 1:26.34 |

1973 ·
1974 ·
1975 ·
1976 ·
1977 ·
1978 ·
1979 ·
1980 ·
1981 ·
1982 ·
1983 ·
1984 ·
1985 ·
1986 ·
1987 ·
1988 ·
1989 ·
1990 ·
1991 ·
1992 ·
1993 ·
1994 ·
1995 ·
1996 ·
1997 ·
1998 ·
1999 ·
2000 ·
2001 ·
2002 ·
2003 ·
2004 ·
2005 ·
2006 ·
2007 ·
2008 ·
2009 ·
2010 ·
2011 ·
2012 ·
2013 ·
2014 ·
2015 ·
2016 ·
2017 ·
2018 ·
2019 ·
2020 ·
2021 ·
2022 ·
2023 ·
2024 ·
2025